# Gonfanoner

Gonfanoner.

El gonfanoner o gamfaroner o gamfanoner és un alferes o portaestendard i, en certes ciutats italianes (especialment a Florència), va donar nom, durant l'edat mitjana i el Renaixement, a un càrrec municipal.

## Etimologia
Deriva de la paraula gonfanó o gamfaró, bandera o estendard usat com a insígnia de guerra, que és un mot d'origen compost germànic fràncic gund (‘combat’) i fano (‘bandera’).

## Funcions
A Florència, el gonfanoner era un dels nou ciutadans elegits cada bimestre en forma rotativa, per formar el govern. Era l'abanderat de la ciutat de Florència, i custodi del seu estendard. Per distingir-lo dels altres vuit membres, el seu escut d'armes, tramat en ermini, estava a més adornat amb estrelles daurades. Cada barri de Florència o rioni tenia el seu propi prior, que podia ser seleccionat per al consell, i el seu propi confanoner di Compagnia, elegit entre les principals famílies de cada zona.
Altres comunes del centre i nord d'Itàlia, des d'Spoleto fins al Piemont elegien o nomenaven gonfanoners. La família Bentivoglio de Bolonya va aspirar a aquest ofici durant el segle xvi. Cent anys després, quan Artemisia Gentileschi va pintar un retrat de Pietro Gentile com a gonfanoner de Bolonya (1622), amb l'estendard en segon pla, ja era un mer càrrec honorífic.